# Кремяница

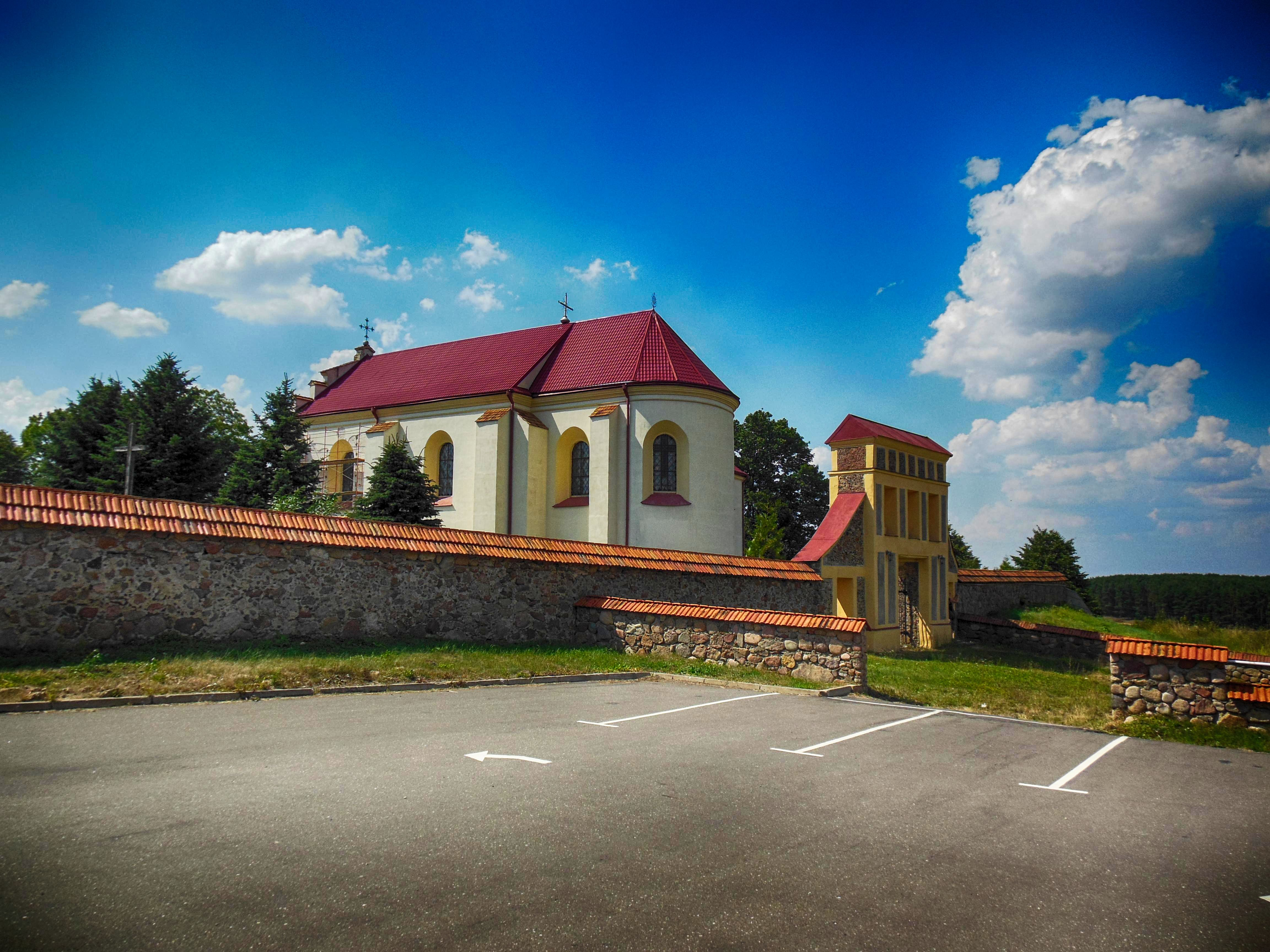
Католический храм святого Юрия

Кремяница (бел. Крамяніца) — деревня в Зельвенском районе Гродненской области Белоруссии. Население 100 человек (2009).

## География
Деревня находится в 10 км к северо-западу от Зельвы и в 16 км к северо-востоку от Волковыска. Кремяница стоит на небольшой реке Самаровке, притоке Зельвянки, в деревне на реке небольшой пруд. В двух километрах к западу от Кремяницы находится небольшой хутор Кремяница Горная, ещё двумя километрами западнее — деревня Кремяница Дольная. Сама Кремяница на довоенных польских картах обозначалась как «Кремяница Костёльная».
Рядом с деревней проходит автодорога Р-50 Зельва — Мосты, в трёх километрах к югу от Кремяницы в деревне Лебеди находится ж/д станция на линии Волковыск — Зельва — Слоним.

## История
Название деревня получила по залежам кремня.
Первое упоминание о деревне Кремяница относится ко второй половине XV века, она вплоть до XVII века принадлежала роду Юндиллов (Юндилловичей). В 1498 году великий князь Александр Ягеллончик подтвердил права на Кремяницу Николая Юндиловичу. На карте Т. Маковского (1613) Кремяница имеет статус местечка. В XVIII веке имение делится на две части, из второй части постепенно образовалась современная деревня Кремяница Дольная. В начале XVII века в результате брака наследницы Эльжбеты Юндилл с представителем рода Вольских Кремяница перешла к Вольским.
В 1617—1620 годах витебский каштелян Николай Вольский пригласил в Кремяницу монахов из ордена латеранских каноников (ветвь августинцев) и построил в деревне католический храм святого Юрия. Монастырь в Кремянице стал первым монастырём латеранских каноников на территории современной Белоруссии. В храме сохранилось надгробие XVII века Николая Вольского и его жены Барбары.
В 1641 году имение купила Александра Веселовская, жена великого литовского маршалка Кшиштофа Веселовского. Она передала имение в дар женскому монастырю ордена бригитток в Гродно.
В результате третьего раздела Речи Посполитой (1795) Кремяница оказалась в составе Российской империи, в Волковысском уезде. После подавления восстания 1830 года большинство католических монастырей на территории современной Белоруссии было закрыто, аналогичная участь постигла в 1832 году и кремяницкий монастырь латеранских каноников. Храм св. Юрия стал обычным приходским.
Согласно Рижскому мирному договору (1921) Кремяница оказались в составе межвоенной Польской Республики, в Волковысском повете Белостокского воеводства. В 1939 году вошла в состав БССР.
Во время Великой Отечественной войны один из корпусов бывшего монастыря латеранских каноников был разобран немцами, в другом корпусе после войны была открыта школа, что позволило ему сохраниться до наших дней.
В 1997 году здесь было 97 дворов и 158 жителей.
Ранее являлась административным центром Кремяницкого сельсовета.

## Достопримечательности
- Католический храм святого Юрия, 1620 год
  - Колокольня католического храма, вторая половина XVIII века
  - Брама и ограда, XIX век
- Корпус бывшего монастыря, XIX век
- Кладбищенская часовня, вторая половина XIX века